# Église Saint-Martin d'Archon
L'église Saint-Martin d'Archon est une église fortifiée qui se dresse sur la commune d'Archon dans le département de l'Aisne en région Hauts-de-France.
L'église fait l'objet d'une inscription partielle au titre des monuments historiques par arrêté du 3 juin 1932. Seules les deux tours de défense de la façade occidentale sont inscrites.

## Situation
L'église Saint-Martin d'Archon est située dans le département français de l'Aisne sur la commune d'Archon.

## Histoire
L'église Saint-Martin date de la seconde moitié du XVIe siècle.

## Description
L'église a perdu 2 de ses 4 grosses tours d'angles circulaires, dont elle était équipée à l'origine. Celles qui subsistent flanquent la façade occidentale et sont reliées par une passerelle.
Sur la rue, la façade nord, maintenue par un imposant contrefort, est défendue par une bretèche de brique qui a son pendant sur la façade sud donnant sur le cimetière.

### Galerie

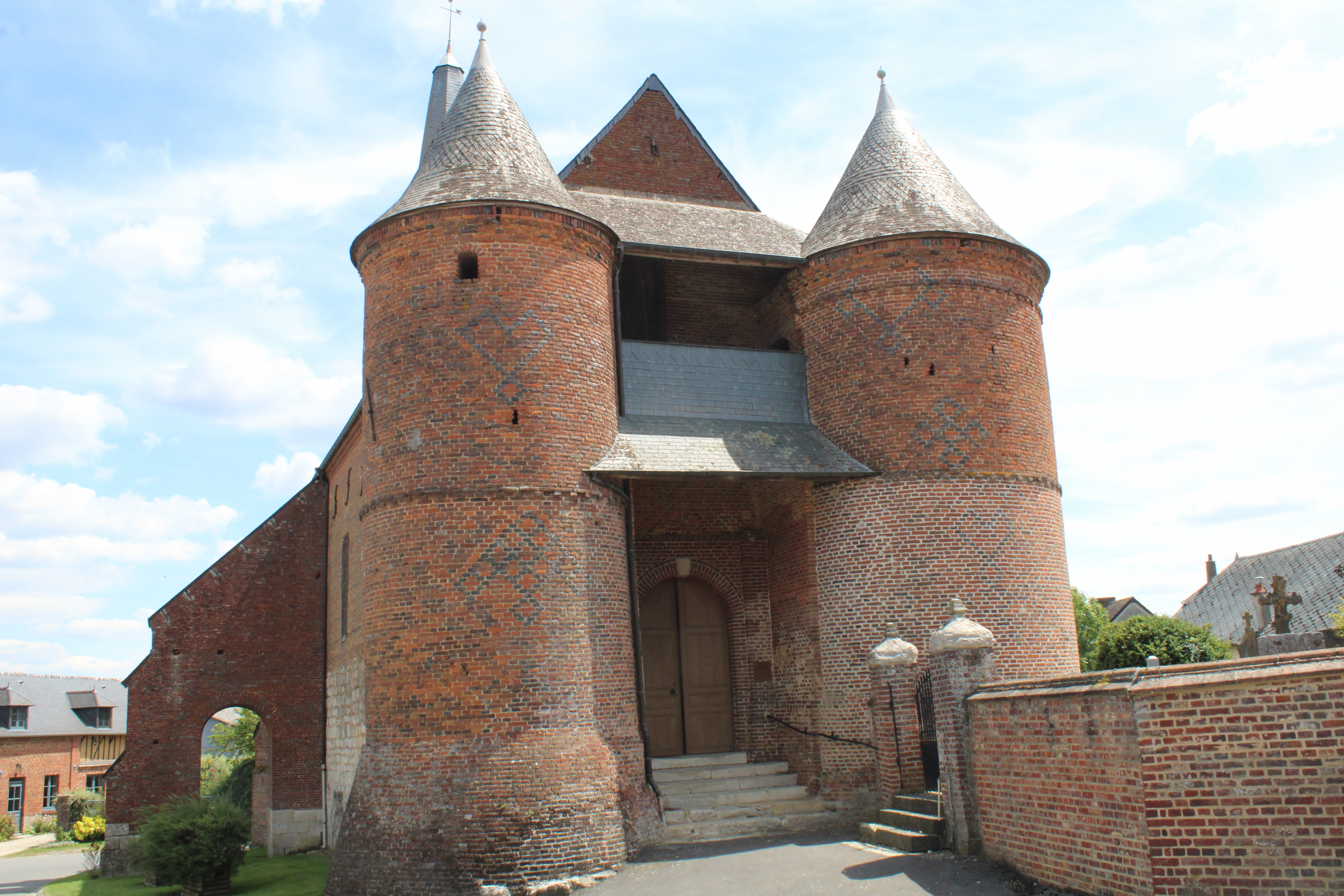
La façade fortifiée est flanquée de deux tours percées de meurtrières et ornées de motifs en briques vernissées.
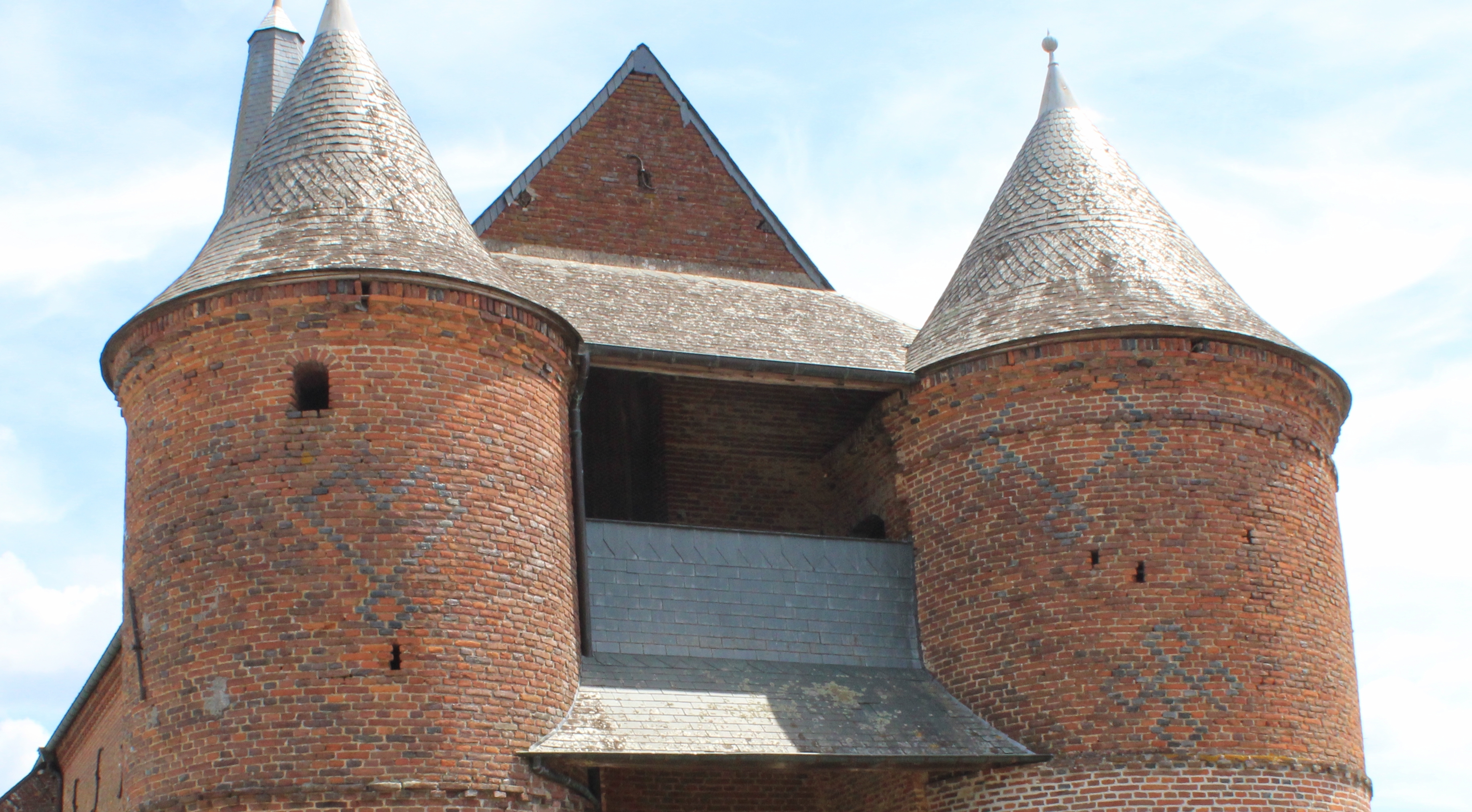
Au-dessus du porche, une passerelle qui communique avec les deux tours permet la défense de l'entrée.
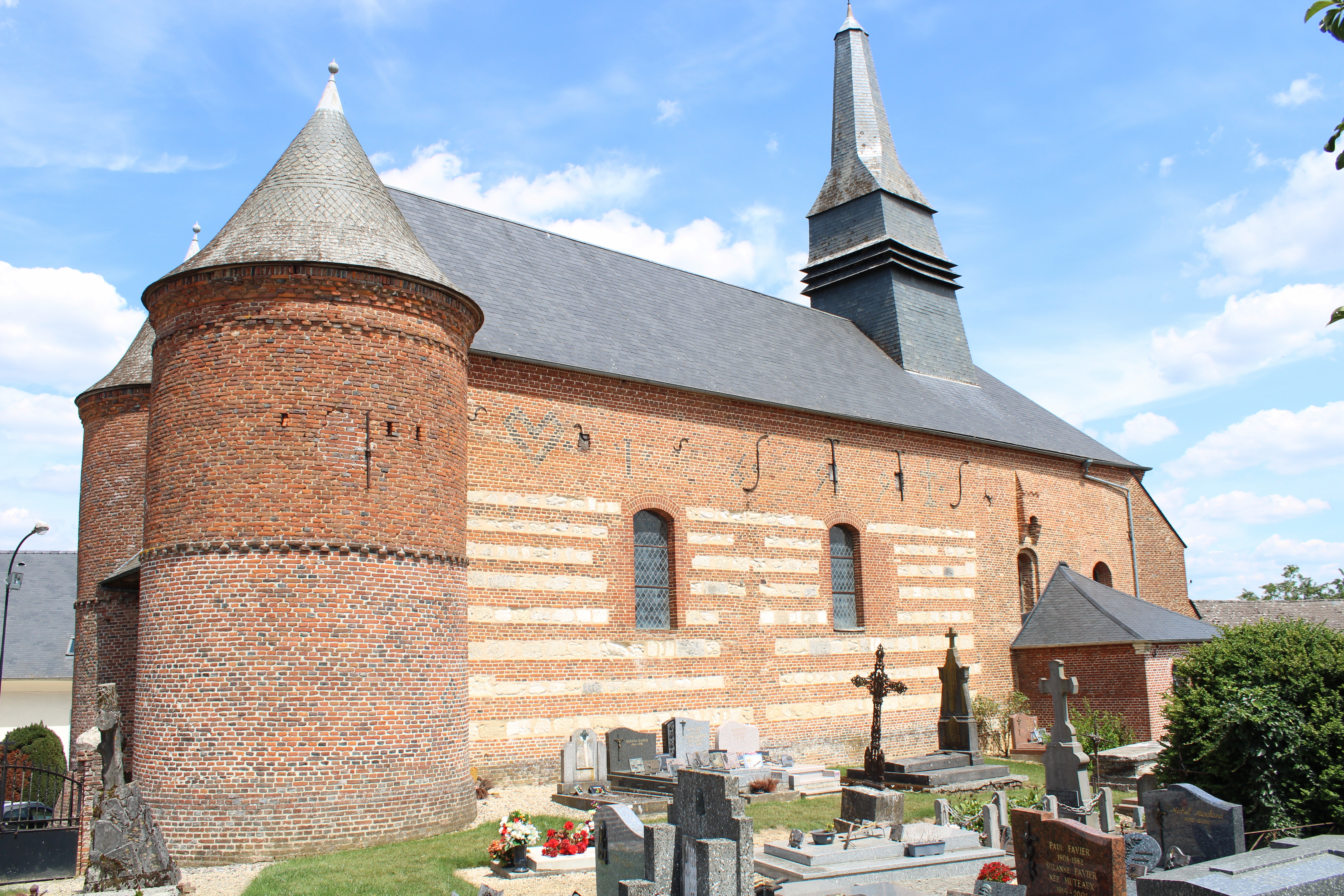
Vue latérale de l'église.
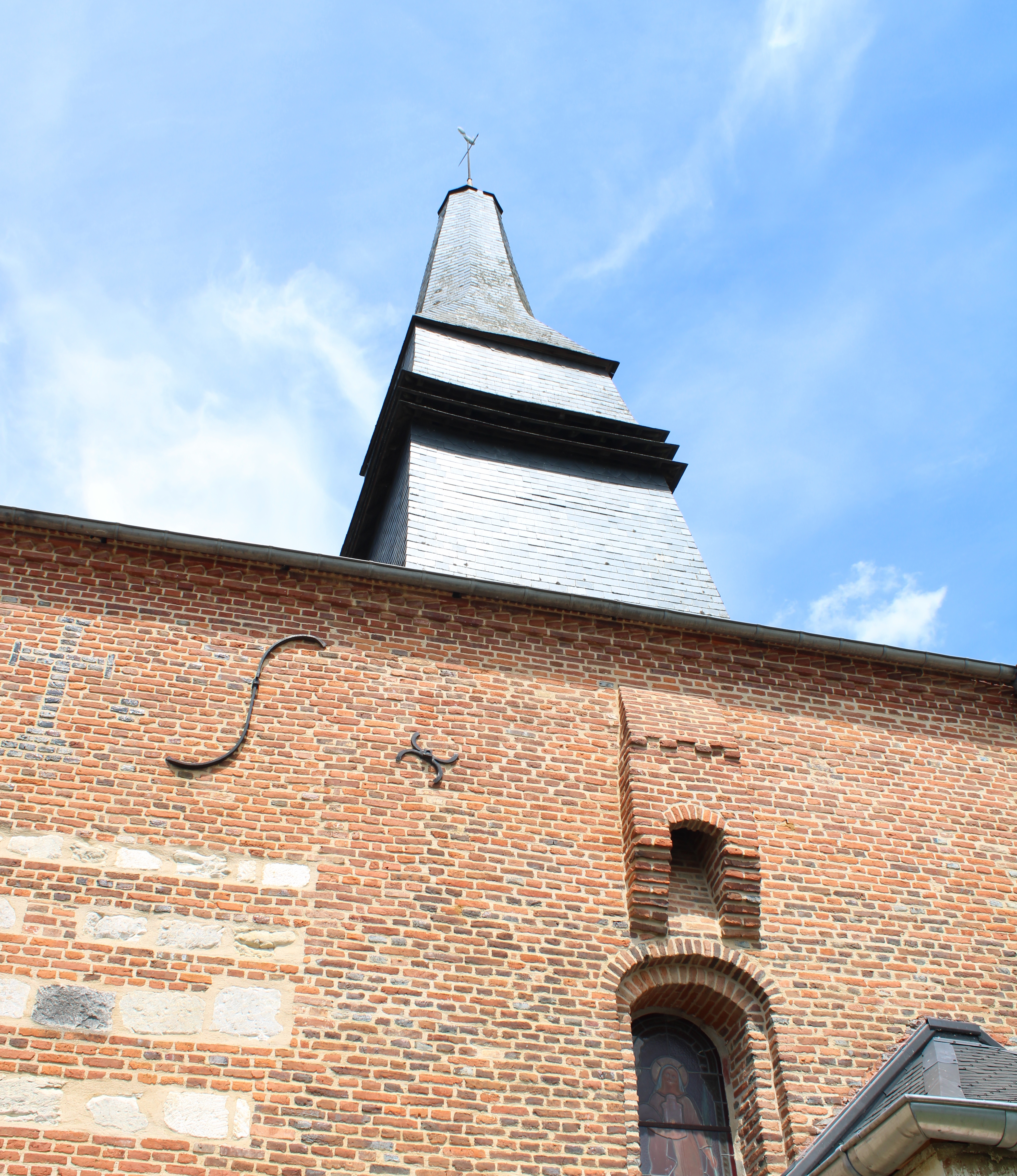
Une bretèche.
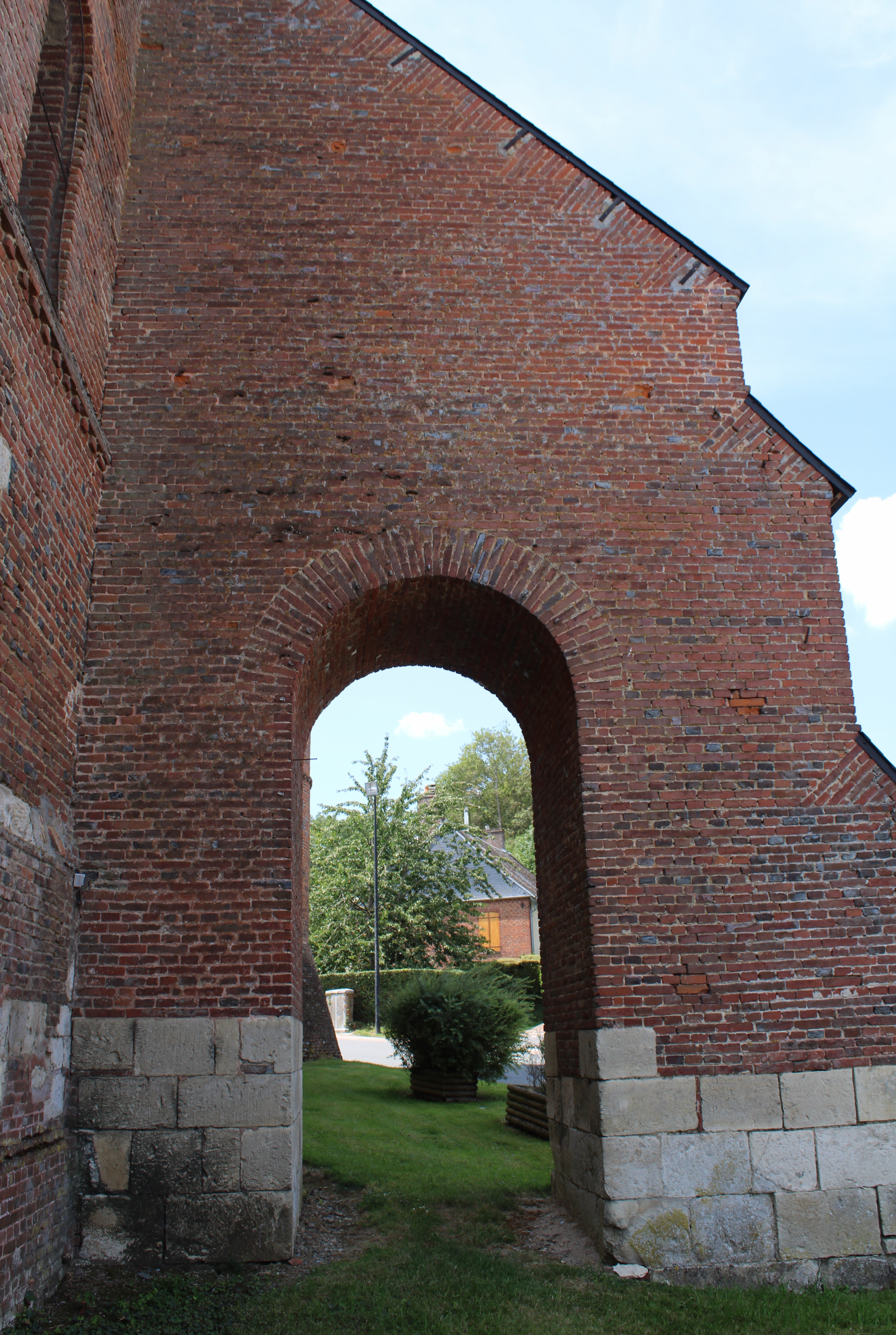
L'imposant contrefort du mur nord de la nef  est percé d'une arche.
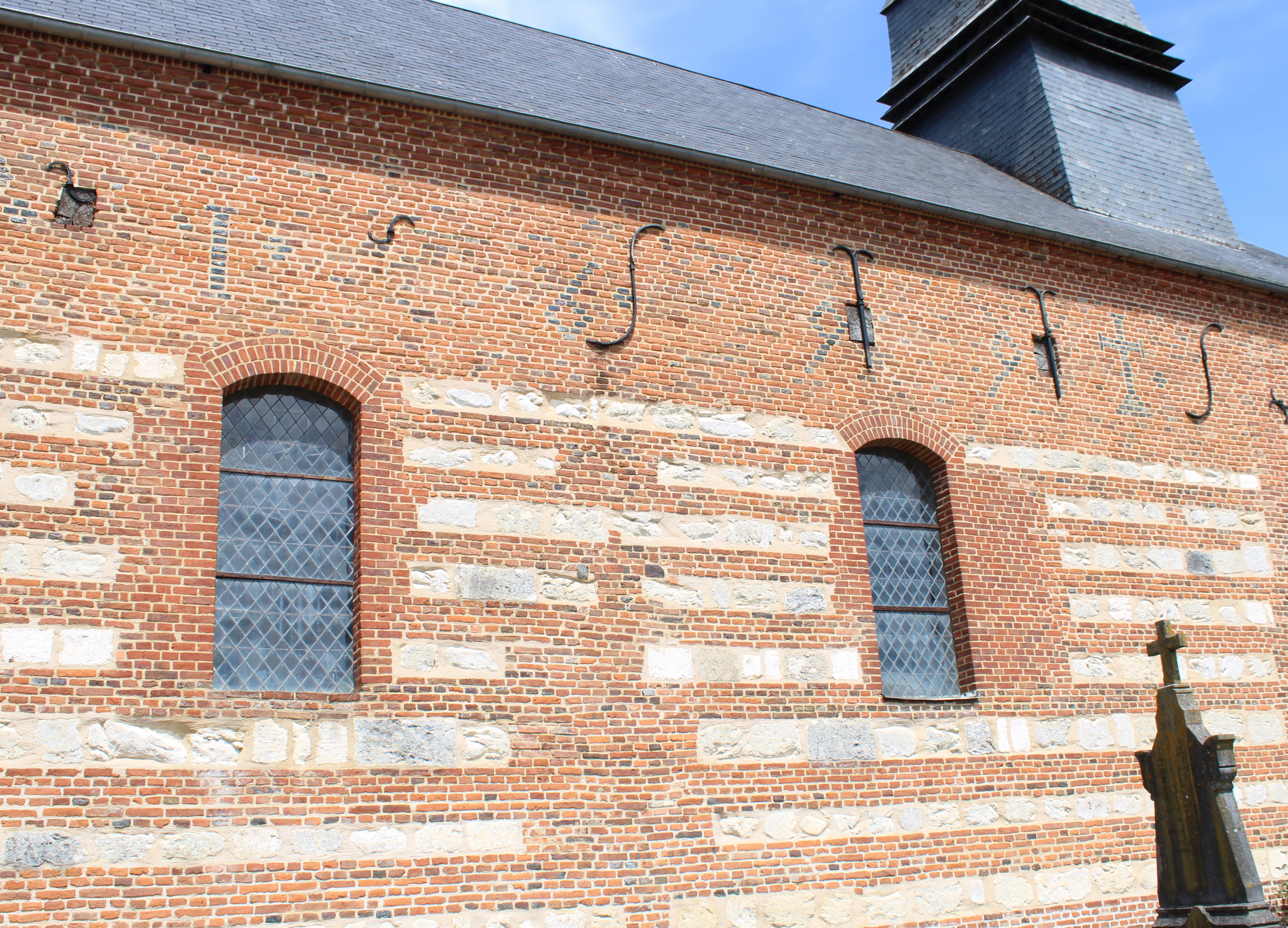
Le mur sud de la nef, dont l'appareil est constitué d'une alternance de pierre calcaire et de brique, porte la date de 1699.

### Galerie: intérieur de l'église.

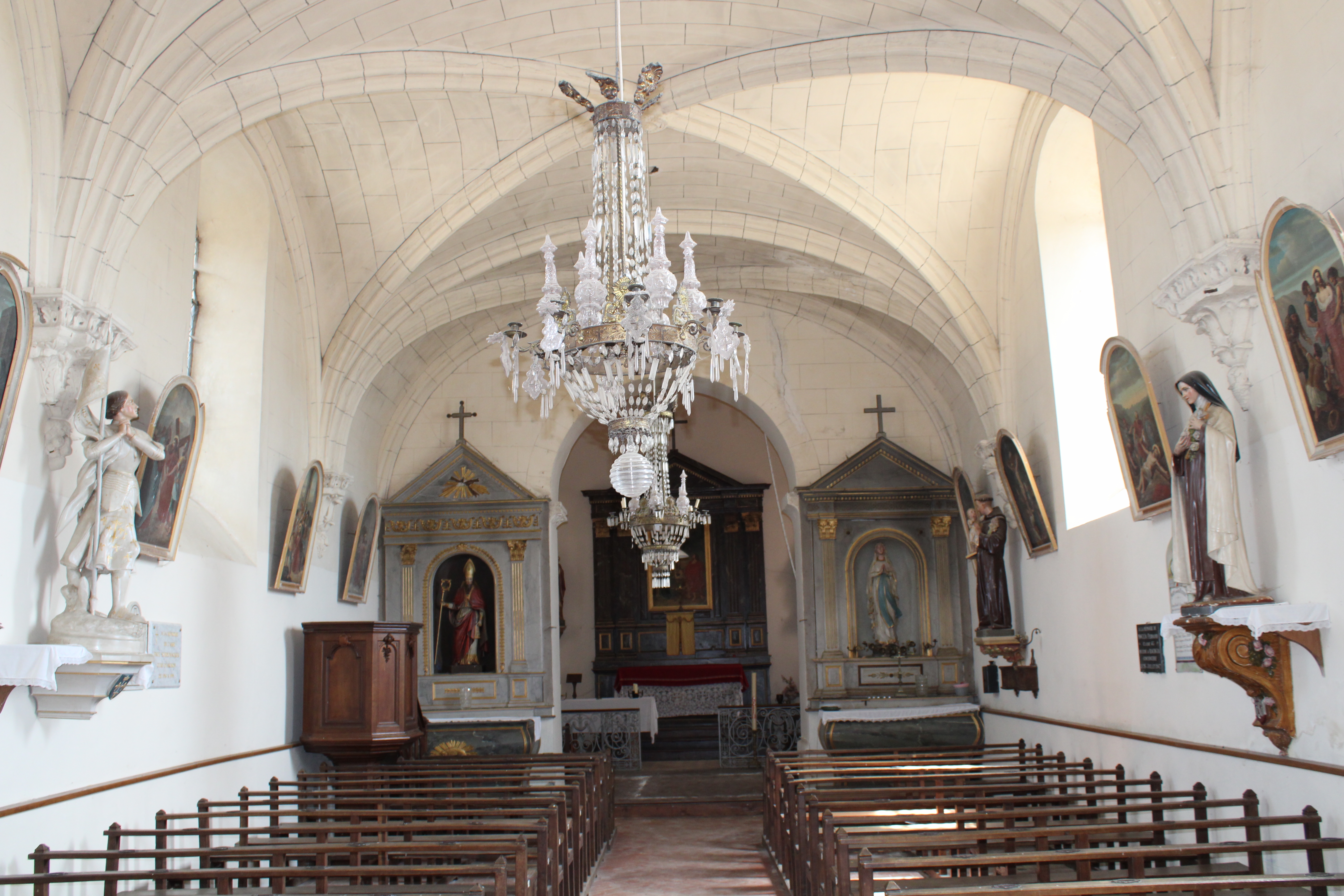
La nef est un simple rectangle.
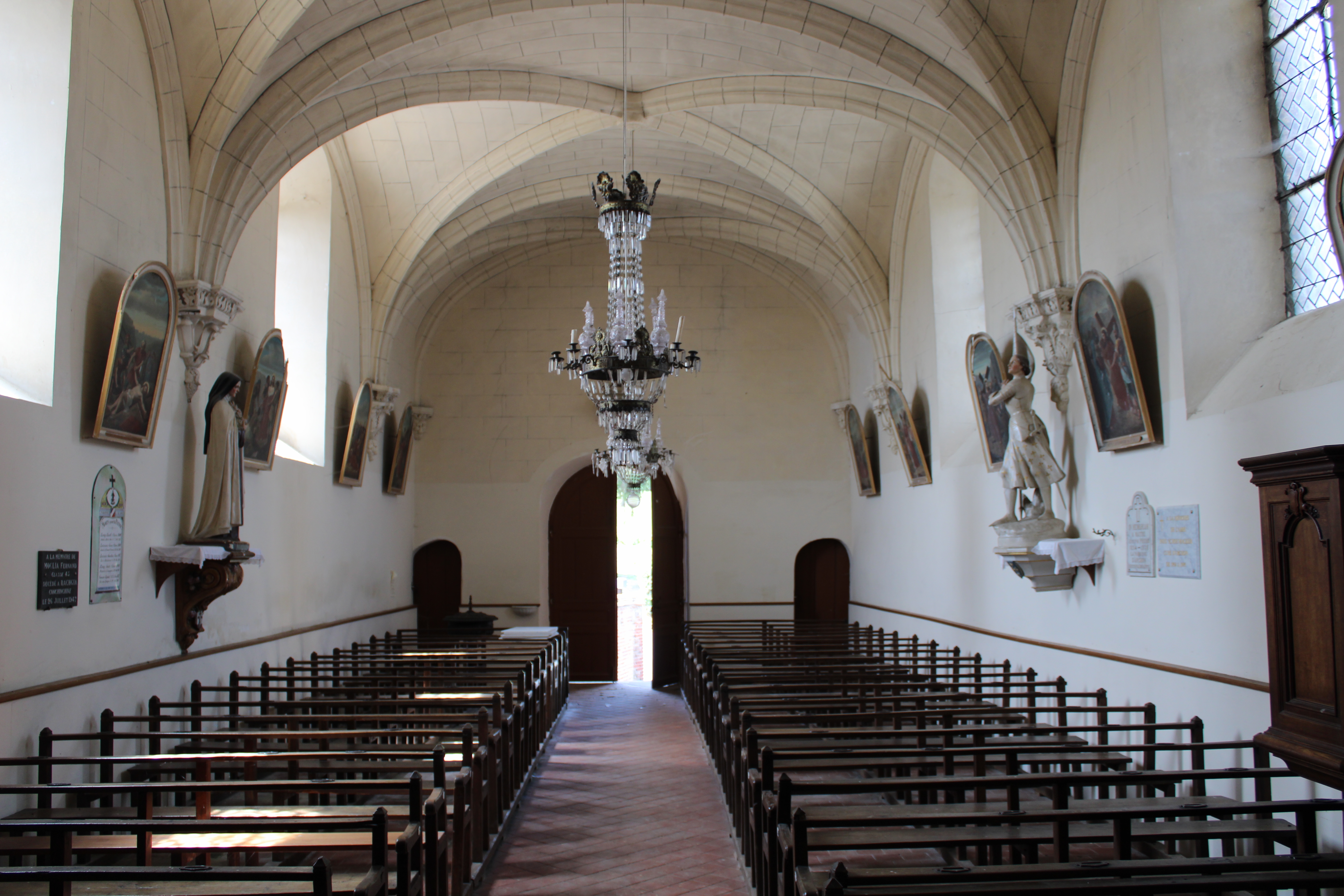
Vue de la nef côté porche.
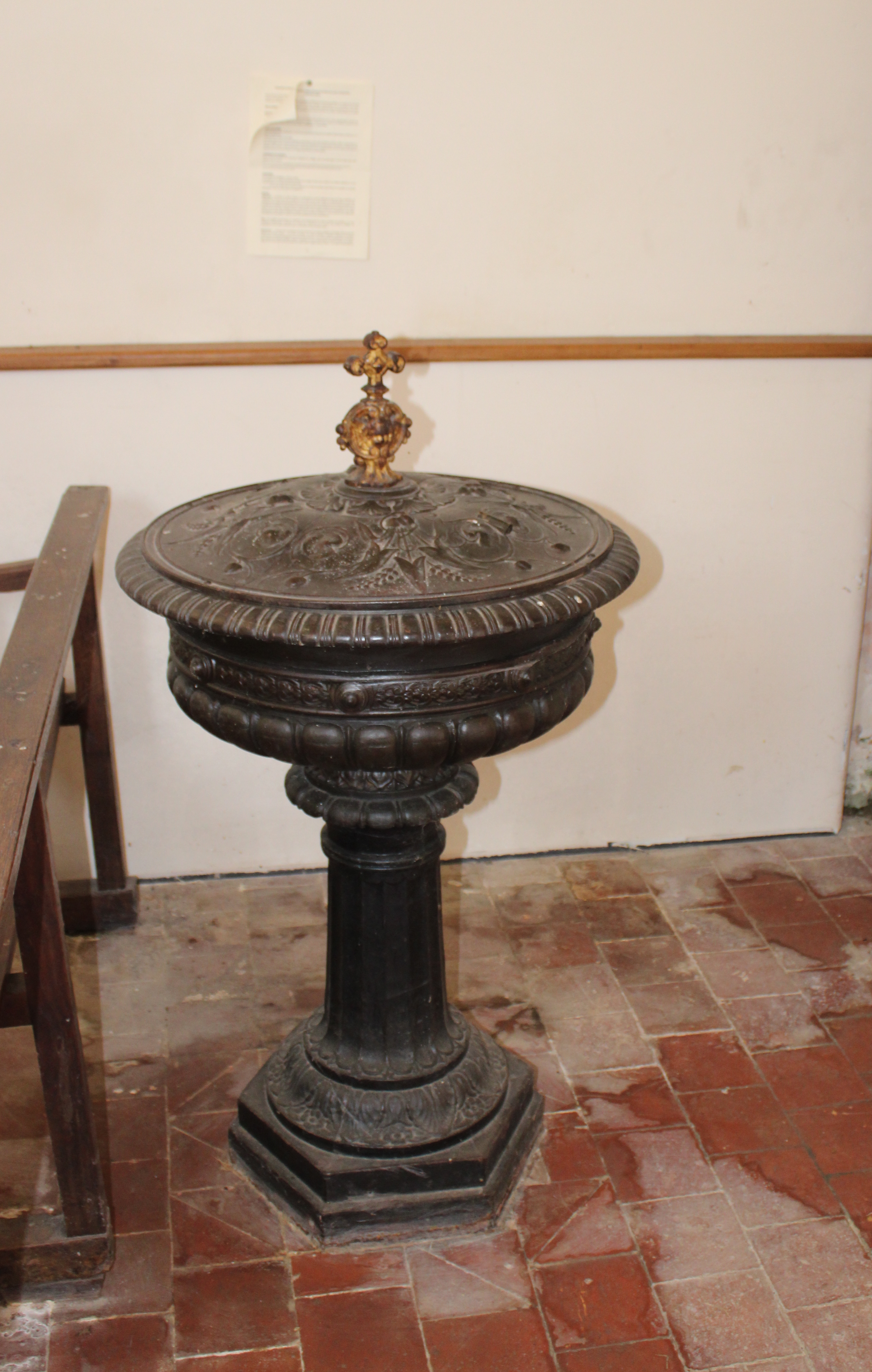
Les fonts baptismaux.
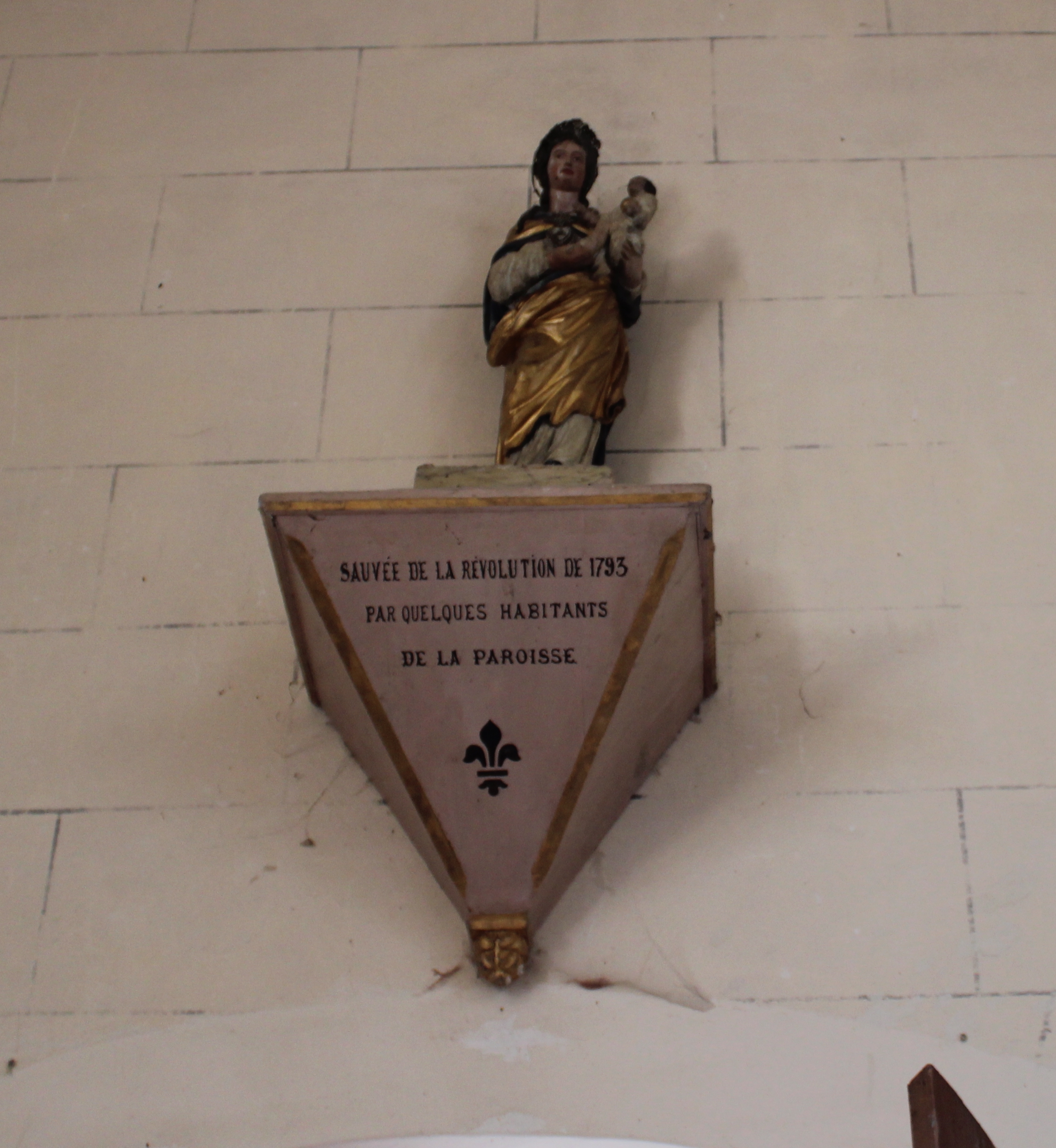
Statue sauvée des destructions de la Révolution en 1793 par des habitants du village.